# 露好
露好（ろこう、生没年不詳）とは、江戸時代の大坂の浮世絵師。

## 来歴
松好斎半兵衛の門人とも、または流光斎如圭の門人かともいわれる。大坂の人。露好と号す。作画期は文化の頃で、細判や大判の役者絵を描いている。

## 作品
- 「斧定九郎・市川八百蔵」　細判錦絵　早稲田大学演劇博物館所蔵　※文化7〜8年頃
- 「志賀台七・浅尾工左衛門　志賀谷五郎・嵐吉三郎」　大判錦絵3枚続の内　池田文庫所蔵　※文化10年（1813年）正月、大坂角の芝居『姉妹達大礎』より